# Uno Palm

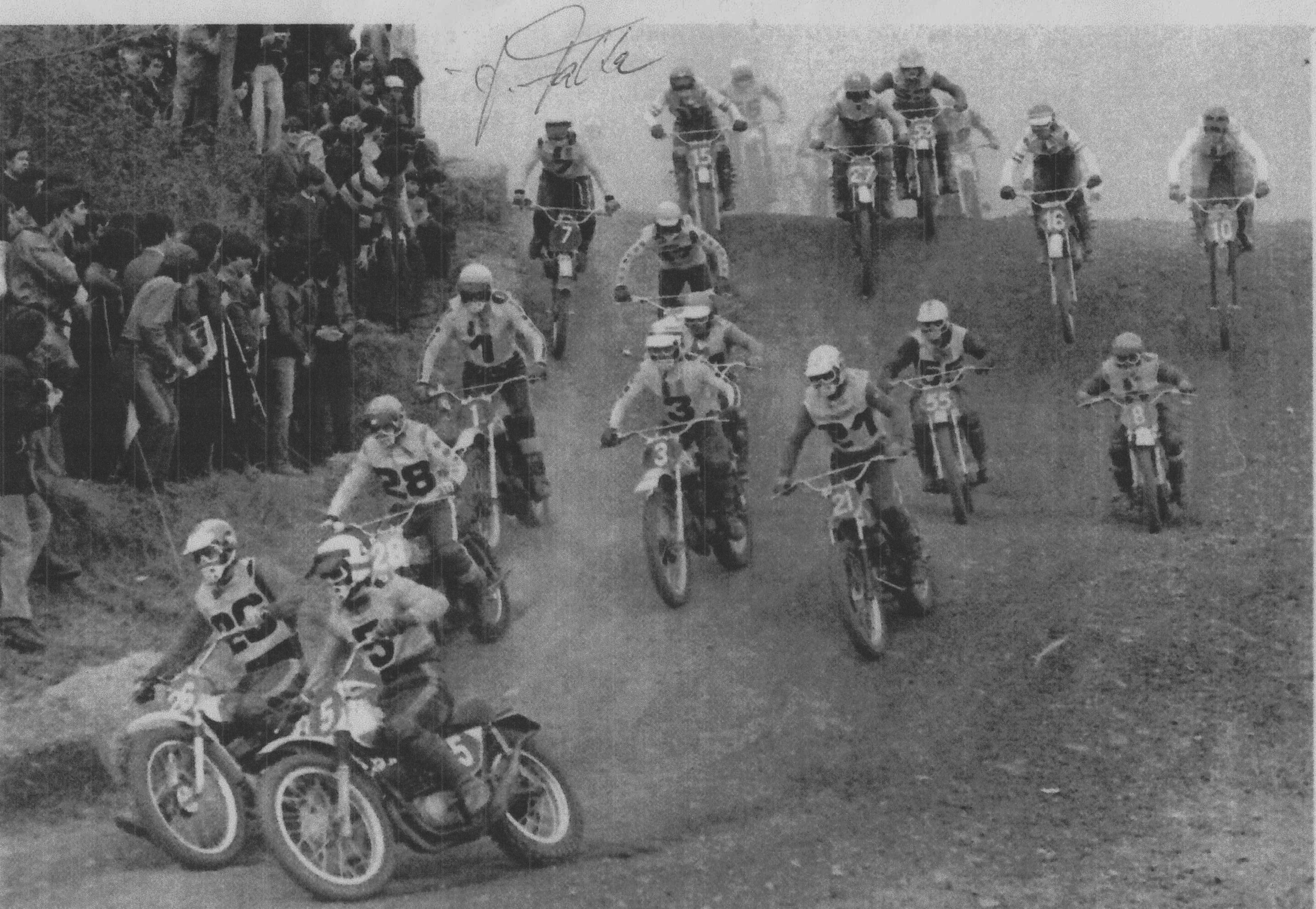
Uno Palm

Uno Gunnar Palm, född 3 maj 1944 i Ulricehamn, död i augusti 2010, var en svensk motocrossförare på elitnivå. 
Uno Palm tävlade i motocross från 1962 och nådde stora framgångar både nationellt och internationellt under de kommande 20 åren. Palm tävlade för Ulricehamns Motorklubb (UMK) och vann bl.a. SM-guld såväl individuellt som i lag,
Tävlingsstarten skedde 1962 vid 18 års ålder. Framgångarna kom snabbt och 1965 blev det en andra plats i JSM. Första heatvinsten i senior-SM kom på hemmabanan 1967. Året efter 1968 blev ett framgångsrikt år med 1:a och 2:a platser i alla tävlingar Palm ställde upp i. I SM blev placeringen 3:a totalt, och titeln Nordisk mästare i lag plockades hem.
Under åren 1968-1975 var Palm VM-förare i 250-klassen och turnerade på kontinenten. Bästa VM-placering totalt nåddes 1972 då Palm blev 5:a. Dessförinnan hade Palm blivit svensk mästare i 250 cc 1970. 
Uno var den förste Ulricehamnare som körde Novemberkåsan 1962 och 1963. Den stora endurotävlingen Gotland Grand National har han kört sex gånger med vinst fyra gånger i motionsklassen under åren 1985 - 1993.
Läs också: https://www.husqvarna-motorcycles.com/en-gr/Good-old-times/a-husky-man-full-of-smiles.html